# گذشت زمان
گذشت زمان (به ترکی استانبولی: Öyle Bir Geçer Zaman Ki) یک مجموعهٔ تلویزیونی در ژانر درام محصول کشور ترکیه به کارگردانی زینب گونای تان و براساس داستان واقعی از جوشکون ایرماک است. پخش این مجموعه از ۱۴ سپتامبر ۲۰۱۰ از کانال د ترکیه شروع و در ۱۸ ژوئن ۲۰۱۳ به پایان رسید.ارکان پتک‌کایا، آیچا بینگول، یلدیز چاغری آتیکسوی، فرح زینب عبدالله، آراس بولوت اینملی، مرال چتین‌کایا، امیر برکه، ویلما الس، گون کوپر و مینه توگای از بازیگران این مجموعه هستند.
این مجموعهٔ تلویزیونی در ایران توسط شبکه جم تی‌وی دوبله و با عنوان روزی روزگاری پخش شد.

## خلاصهٔ داستان
این مجموعهٔ تلویزیونی شامل سه فصل است:

### فصل اول
کاپیتان علی آکارسو با همسرش جمیله و ۴ فرزندش مِتِه، عثمان، پِلین و آیلین زندگی خوبی دارد، تا اینکه با کارولین، که یک زن هلندی است، آشنا می‌شود. آشنایی کاپیتان علی با کارولین، زندگی ساده و خوشِ خانوادهٔ آکارسو را به هم می‌ریزد و منجر به طلاق علی از جمیله می شودو علی خانوادهٔ خود را از خانه با پلیس بیرون می‌اندازد و ان هارا به ساختمان نیمه کاره ای که دارد منتقل می‌کند که بعداً جمیله با ارثی که از حکمت به او می‌رسد این خانه را به خانه ای زیبا و ستودنی تبدیل می‌کند. بعداً جمیله با مردی ماهیگیر آشنا می‌شود که در واقع «حکمت کارجی»، بزرگ‌ترین سهامدار شرکت‌های نساجی کارجی است که به دلیل فراموش کردن اشتباهات بزرگ گذشته اش به یک زندگی ساده روی آورده است. این آشنایی منجر به ازدواج آنها می‌شود ولی کاپیتان علی که نمی‌تواند جمیله را فراموش کند، در شب عروسی جمیله و حکمت کارجی، با اسلحه ای وارد مراسم آنها شده و حکمت کارجی را می‌کشد. سپس وقتی می‌خواهد جمیله و سپس خودش را بکشد، مادر علی از روی ناچاری با تفنگی که در انبارشان پیدا کرده به علی تیری می‌زند. کاپیتان علی پس از همه این ماجراها به زندان می‌رود.
این ماجراها از اواخر دههٔ ۱۹۶۰ میلادی (اواخر دههٔ ۱۳۴۰ هـ. ش) به وقوع می‌پیوندد.

### فصل دوم
فصل دوم، دو سال پس از فصلِ یک را به تصویر می‌کشد. کاپیتان علی از زندان آزاد می‌شود و به دلیل تیری که دو سال پیش خورده بود، خیلی مریض است و نمی‌تواند بدون عصا راه برود و نسبت به دو سال پیشش خیلی شکسته شده است؛ پس به ناچار از کارش دست می‌کشد و بازنشسته می‌شود. جمیله، که صاحب ارث و میراث «حکمت کارجی» است، برعکسِ کاپیتان علی، زندگی خوبی را می‌گذرانَد. اما همیشه اوضاع برای جمیله بر وفق مراد نیست و مردی به نام کنان (کنعان)، با هدفِ گرفتنِ انتقام مادرش از حکمت کارجی، که فوت شده، به سراغ جمیله می‌آید و شروع به بازی‌های کثیفی می‌کند و سعی می‌کند کل سهام شرکت کارجی را به نام مادرش درآورد.
در این میان کاپیتان علی، پشیمان از اشتباهات گذشته اش به هر قیمتی قصد آشتی با جمیله را دارد ولی جمیله هیچگاه او را نمی‌بخشد. و این در نهایت منجر می‌شود که کاپیتان علی، از همه چیز ناامید شود و در نهایت، با قایقی به دریا رفته و در دریا خودکشی کند. در همین روزی که علی به آخرین سفر عمرش می‌رود، آیلین دختر کوچک جمیله موقع زایمان از دنیا می‌رود.

### فصل سوم
پس از گذشت حدود ده سال، جمیله همچنان روی پای خودش ایستاده و با کار در کارگاه، که از کارجی یادگار مانده، زندگی خوش و آرامی دارد. و او دختر ایلین (دنیز ییلدیز) را که در هنگام زایمان فوت شده است را بزرگ می‌کند که با برگشتن شوهر ایلین این دختر به پدرش سپرده می‌شود. اما برخلاف زندگی جمیله، کشور ترکیه کودتای ۱۹۸۰ را تقریباً همزمان با انقلاب ایران تجربه می‌کند و وضعیت کشور بسیار نابسامان است.
سوسیالیست‌ها و فاشیست‌ها درگیری‌های خیابانی و راهپیمایی برگزار می‌کنند. ترور و کشتار خیابانی اوج می‌گیرد. ارتش ژنرال کنان اورن، با حمایت مستقیم آمریکا، کودتا می‌کند و نخست‌وزیر وقت، سلیمان دمیرِل را از سمتش برکنار می‌کند. آمریکا، پس از تجربهٔ انقلاب ایران، تصمیم به حمایت کامل مالی و نظامی از ترکیه می‌کند تا مبادا این کشور به سرنوشت ایران مبتلا شود. ارتش اعلام حکومت نظامی در سراسر کشور می‌کند و ترکیه دستخوش تغییرات می‌شود. در این بین، مردی به نام عارف به محلهٔ جمیله اثاث‌کشی می‌کند. بعد از آن دوست عثمان که اسم آن آیدین است و یک انقلابی است توسط فاشیست‌ها کشته می‌شود. جمیله با عارف ازدواج می‌کند مته آکارسو به اتهام قتل به زندان می‌رود برادرش عثمان برای جلوگیری از ازدواج یوکچه (دوست‌دختر مته) با او ازدواج می‌کند و به بهانهٔ فرار توسط فردی به نام طغرل که پسر عموی عارف است ربوده و شکنجه می‌شود. قسمت زیادی از فصل ۳ صرف سروکله زدن عارف و خانواده آکارسو با طغرل می‌گذرد. سرانجام پس از آزاد شدن مته و برگشتن پیش دوست‌دختر خود یوکچه و عارف و کشته شدن طغرل، زندگی جمیله و خانواده اش به روال آرام و خوش قبل بازمی‌گردد. بعد از گذشت سال‌ها، عثمان بزرگ شده و داستان زندگی‌اش و ماجراهایی که در این زمان‌ها بر او گذشته را می‌نویسد.

## بازیگران و شخصیت‌ها
| بازیگران            | شخصیت‌های اصلی    | شخصیت‌های اصلی    | شخصیت‌های اصلی    |
| بازیگران            | فصل ۱            | فصل ۲            | فصل ۳            |
| ------------------- | ---------------- | ---------------- | ---------------- |
| ارکان پتک‌کایا       | علی آکارسو       | علی آکارسو       |                  |
| آیچا بینگول         | جمیله آکارسو     | جمیله کارجی      | جمیله یوجل       |
| ویلما الس           | کارولین آکارسو   | کارولین آکارسو   | کارولین آکارسو   |
| محمد اوزونر         |                  |                  | عارف یوجل        |
| امیر برکه زینسیدی   | عثمان آکارسو     | عثمان آکارسو     |                  |
| گون کپر             |                  |                  | عثمان آکارسو     |
| یلدیز چاغری آتیکسوی | برین آکارسو      | برین تاتلی‌اوغلو  | برین تاشر        |
| آراس بولوت اینملی   | مته آکارسو       | مته آکارسو       | مته آکارسو       |
| فرح زینب عبدالله    | آیلین آکارسو     | آیلین تالاش‌اوغلو |                  |
| مرال چتین‌کایا       | عاصفه آکارسو     | عاصفه آکارسو     | عاصفه آکارسو     |
| مته هوروزاوغلو      | سونر تالاش اوغلو | سونر تالاش اوغلو | سونر تالاش اوغلو |
| رجب رنان بیلک       | سلیمان دمیر      | سلیمان دمیر      | سلیمان دمیر      |
| صالح بادمجی         | هاکان تاتلی‌اوغلو | هاکان تاتلی‌اوغلو | هاکان تاتلی‌اوغلو |
| تولگا گولچ          | احمد تاشر        | احمد تاشر        | احمد تاشر        |
| مینه توگای          |                  |                  | بهار             |

| مهمت گورهان       | کمال آکارسو          | کمال آکارسو   | کمال آکارسو     |                 |                 |
| زینو اراکار       | نریمان آکارسو        | نریمان آکارسو | نریمان آکارسو   |                 |                 |
| یاغیز جان کونیالی |                      |               | آیدین اولوچ     | آیدین اولوچ     | آیدین اولوچ     |
| عارف پیشکین       |                      |               | هالیت اولوچ     | هالیت اولوچ     | هالیت اولوچ     |
| نیلپری شاهین‌کایا  | مسوده آکارسو         | مسوده آکارسو  | مسوده آکارسو    |                 |                 |
| دیلا آکباش        | آیتن                 | آیتن          |                 |                 |                 |
| سرکان بادور       | نجاتی مزدریپ         | نجاتی مزدریپ  |                 |                 |                 |
| سیمای کوچوک       |                      |               | مرال تاشر       | مرال تاشر       | مرال تاشر       |
| یلیز کووانچی      | اینچی گونای          |               |                 |                 |                 |
| اورهان الکایا     | حکمت کارچی (بالیکچی) |               |                 |                 |                 |
| فرید کایا         | رسول (کورشات)        | رسول (کورشات) |                 |                 |                 |
| شنای آیدین        | آمنه تاشر            |               |                 |                 |                 |
| احمد آریمان       | باکال                | باکال         | باکال           |                 |                 |
| سوات ارگین        | ماناو                | ماناو         | ماناو           |                 |                 |
| ابرو هلواچی‌اوغلو  |                      |               | بطول            | بطول            | بطول            |
| انس آتیش          |                      |               | میثات پاله      | میثات پاله      | میثات پاله      |
| وحدت چاکار        |                      |               | کمیسر           | کمیسر           | کمیسر           |
| اونور اوزایدین    |                      |               | چنگیز           | چنگیز           | چنگیز           |
| سرهات اوزجان      |                      |               | طغرل یوجل       | طغرل یوجل       | طغرل یوجل       |
| نساء ملیس تلی     |                      |               | دنیز تالاش‌اوغلو | دنیز تالاش‌اوغلو | دنیز تالاش‌اوغلو |
| اجه چشمی‌اوغلو     |                      |               | آیچا            | آیچا            | آیچا            |

## جوایز
۲۰۱۱: سی‌وهشتمین مراسم جایزه پروانه طلایی - بهترین مجموعهٔ تلویزیونی سال

## محبوبیت بین‌المللی
گذشت زمان به بیش از ۳۰ زبان دوبله شده است. بر اساس تحقیقات رسانه ای نیلسن، زمان چنان می‌گذرد که محبوب‌ترین برنامه تلویزیونی تلویزیون مقدونیه در سال ۲۰۱۳ از نظر بیننده بود و پس از آن یک برنامه ترکی دیگر به نام عاصی در رتبه دوم قرار گرفت. در واقع، گذشت زمان و دیگر برنامه‌های ترکی در مقدونیه به قدری موفق هستند که دولت لایحه‌ای را برای محدود کردن پخش سریال‌های ترکی در روز و در ساعات پربیننده تصویب کرد تا از تأثیر ترکی بر جامعه مقدونیه بکاهد.
گذشت زمان پربیننده‌ترین سریال تلویزیونی خارجی در صربستان در سال ۲۰۱۳ بود همچنین به اسپانیایی با نام Tormenta de Pasiones: Cuando el Amor se Convierte en un Infierno دوبله شد و در شیلی، پورتوریکو و ایالات متحده پخش شد.

## یادداشت
1. ↑  عنوان اصلی این مجموعهٔ تلویزیونی در زبان ترکی استانبولی "Öyle Bir Geçer Zaman Ki" می‌باشد که به معنی "زمان چنان می‌گذرد که" است. این مجموعهٔ تلویزیونی در ایران با عنوان روزی روزگاری از شبکه جم تی‌وی دوبله و پخش شد. و در ایران به این نام شناخته می‌شود.